# Familia al instante
Familia al instante (en inglés: Instant Family) es una comedia dramática dirigida por Sean Anders y protagonizada por Mark Wahlberg y Rose Byrne. El guion de la película fue escrito por el propio Anders junto a John Morris, y está basada en la experiencia personal de Anders; pues él y su esposa son padres adoptivos.

## Argumento
Pete y Ellie Wagner, un matrimonio que trabaja remodelando casas son ridiculizados por familiares que piensan que nunca tendrán hijos, por ende, consideran la adopción. Una noche, se inscriben en un programa de acogimiento familiar, dirigido por las trabajadoras sociales Karen y Sharon. Al día siguiente, van a una feria para conocer a niños adoptivos, pero Ellie expresa su renuencia a adoptar a un niño y se enfrenta a Lizzy, quien impresiona a Pete y Ellie.
Luego, Karen y Sharon revelan que Lizzy tiene dos hermanos, Juan y Lita, y su madre es una drogadicta en prisión. El encuentro de los Wagner con Lizzy y sus hermanos no resulta en una "conexión cósmica" inmediata, lo que los lleva a reconsiderar su decisión. En la cena de Acción de Gracias con la familia de Ellie, Pete y Ellie explican que han decidido no adoptar. La familia admite que nadie realmente creía que debían adoptar, lo que impulsa a Ellie a seguir adelante con el proceso de adopción de los hermanos.
Días después, Lizzy, Juan y Lita se mudan con los Wagner, cuyas vidas se vuelven agitadas: Lita se niega a dejar las papas fritas, Juan es muy emocional y frágil y Lizzy es muy rebelde. Ante el panorama que los rodea, los Wagner recurren a un grupo de apoyo de sus compañeros padres adoptivos. Una tarde en el parque, Sandy, la madre de Pete, se gana a los hermanos al llevar a la familia a Six Flags, pero Lizzy en la noche sale con unos amigos y regresa a la mañana siguiente, lo que incita a Pete a castigarla. 
Un día, cuando Pete y Ellie se enfrentan a Lizzy cuando ella sale de la casa, Juan accidentalmente se dispara un clavo en el pie. Al ver a Pete y Ellie llevar a Juan al hospital y consolar a Lita, Lizzy comienza a llevarse bien con ellos, y Pete la invita a desahogar sus frustraciones demoliendo una casa que él está renovando como parte del castigo que Pete le impuso a ella. Otro día más tarde Lita llama a Pete "papá" después de que él arregla su muñeca mientras están en la práctica de futbol de Lizzy. Por la noche, Ellie entra en la habitación de Juan y Lita notando que Juan está teniendo una pesadilla y después de que Ellie lo calma, Juan dice: "Buenas noches, mami", quedando encantada con el halago. Al pasar los días, las cosas siguen yendo bien con la familia saliendo a comer juntos, disfrutando de los partidos de fútbol de Lizzy e interrumpiendo a Ellie mientras ella está en el baño.
Una tarde, Pete y Ellie conocen a Carla, la madre de los 3 hermanos, que ha sido liberada de la cárcel para reunirse con sus hijos. Los Wagner expresan sus sentimientos al grupo de apoyo, pero los trabajadores sociales explican que el objetivo principal del sistema es mantener unidas a las familias y que los niños puedan regresar con su madre biológica.
De otro lado, las reuniones de Carla con sus hijos perturban el hogar de Wagner debido a que los niños se vuelven más rebeldes que nunca, dejando a Pete y Ellie desmotivados y frustrados. Días más tarde, descubren que Lizzy se toma fotos desnuda para enviarlas a alguien en la escuela llamado Jacob, quien le envía una foto de él mismo desnudo. Esa noche, Pete y Ellie buscan a la familia Fernández, cuya hija adoptiva Brenda los inspiró en su adopción. Allí se enteran de que Brenda está de vuelta en rehabilitación por una recaida que tuvo, pero los Fernández les aseguran a los Wagner que "las cosas que importan son difíciles".
Al llevar a los niños a la escuela al día siguiente, Pete y Ellie se enfrentan a un estudiante llamado Charlie, confundiéndolo con Jacob pero luego notan que Jacob es en realidad el conserje de la escuela, por lo que ellos lo persiguen en los pasillos de la escuela, hasta que logran detenerlo y de paso es arrestado por la policía, al igual que Pete y Ellie, por dejar a Juan y Lita solos en el carro. Al regresar a casa después de pagar la fianza, Sandy, la madre de Pete les dice a Pete y Ellie que deben asegurarle a Lizzy que la aman dado que encontró una declaración impresa por ella.
En la audiencia de la corte de familia, el juez lee la declaración de Lizzy, detallando las acciones de Pete y Ellie en forma negativa y se niega a dejar que Ellie lea su propia declaración por lo que los niños son devueltos al cuidado de Carla. Esa noche, Juan y Lita no quieren dejar a los Wagner, pero Lizzy está lista para irse con su madre biológica. Al día siguiente, Karen y Sharon llegan para informar a Lizzy que Carla no vendrá a buscarlos, ya que no solo no se presentó esa mañana a su audiencia, también revelan que, después de ir a su casa para llevarla al juzgado, notaron que Carla recayó en las drogas, y afirmó que Lizzy fue quien firmó todos los papeles del juzgado. Ella, al enterarse de la mala noticia huye de la casa, por ende, Pete y Ellie la buscan por todo el vecindario. Al encontrarla, Lizzy lee la declaración que Ellie había llevado en la audiencia y los tres se reconcilian.
Cuatro meses después, se ve a los Wagner saliendo de su nueva casa para asistir a la audiencia judicial que oficializa la adopción de Lizzie, Juan y Lita. Mientras sale, Lizzie grita: "Mamá, ¿has visto mi teléfono?". refiriéndose a Ellie, sugiriendo que finalmente había aceptado a Pete y Ellie como sus padres. Al finalizar la audiencia, la familia posa para una fotografía tomada por la alguacíl del juzgado, acompañada por el juez, miembros de su familia extendida y otras familias adoptivas.

## Reparto
| Mark Wahlberg  | Pete Wagner  |              |
| Rose Byrne     | Ellie Wagner |              |
| Isabela Moner  | Lizzy Viera  | Lizzy Wagner |
| Gustavo Quiroz | Juan Viera   | Juan Wagner  |
| Julianna Gamiz | Lita Viera   | Lita Wagner  |

| Octavia Spencer     | Karen        |
| Tig Notaro          | Sharon       |
| Margo Martindale    | Sandy Wagner |
| Julie Hagerty       | Jan          |
| Allyn Rachel        | Kim          |
| Tom Segura          | Russ         |
| Michael O'Keefe     | Jerry        |
| Brittney Rentschler | Linda        |
| Jody Thompson       | Jim          |
| Iliza Shlesinger    | October      |

| Gary Weeks         | Dirk             |
| Joy Jacobson       | Dana             |
| Hampton Fluker     | Kit              |
| Randy Havens       | Michael          |
| Andrea Anders      | Jessie           |
| Kenneth Israel     | David            |
| Joan Cusack        | Mrs. Howard      |
| Valente Rodriguez  | Judge Rivas      |
| Carson Holmes      | Charlie          |
| Nicholas Logan     | Jacob            |
| Rosemary Domínguez | Mrs. Fernandez   |
| Javier Ronceros    | Mr. Fernandez    |
| Eve Harlow         | Brenda Fernandez |
| Charlie McDermott  | Stewart          |
| Joselin Reyes      | Carla            |

## Producción
Rose Byrne se unió al reparto el 17 de noviembre de 2017. Isabela Merced también fue confirmada en el reparto, donde volvió a coincidir con Mark Wahlberg tras de haber trabajado juntos en Transformers: el último caballero en 2017. Octavia Spencer, Tig Notaro, Iliza Shlesinger, Gustavo Quiroz, Julianna Gamiz, y Tom Segura se unieron al reparto en febrero de 2018, mientras que la filmación comenzó el mes siguiente, terminando el 14 de mayo.

## Estreno
La película originalmente sería estrenada el 15 de febrero de 2019, pero fue adelantada tres meses, hasta el 16 de noviembre de 2018.

## Recepción
Instant Family ha recibido reseñas positivas de parte de la crítica y de la audiencia. En el sitio web especializado Rotten Tomatoes, la película posee una aprobación de 81%, basada en 158 reseñas, con una calificación de 6.6/10, mientras que de parte de la audiencia tiene una aprobación de 82%, basada en más de 2500 votos, con una calificación de 4.0/5.
El sitio web Metacritic le ha dado a la película una puntuación de 57 de 100, basada en 28 reseñas, indicando "reseñas mixtas". Las audiencias encuestadas por CinemaScore le han dado a la película una "A" en una escala de A+ a F, mientras que en el sitio IMDb los usuarios le han dado una calificación de 7.3/10, sobre la base de 107 977 votos. En la página FilmAffinity la cinta tiene una calificación de 6.1/10, basada en 4294 votos.